# Boston Major
Boston Major 2016, var en Dota 2-turnering som ägde rum på Wang Theater, Boston mellan 7 och 10 december 2016. Turneringen var den första Majorn i den professionella Dota 2-säsongen mellan 2016 och 2017. 16 lag deltog i turneringen, där åtta lag blev inbjudna och de andra åtta lagen fick kvala in genom regionala turneringar. Vinnarna av Majorn var OG, som besegrade Ad Finem i en bäst av fem-final, där OG vann 3–1.
Turneringen ägde rum på Wang Theater i Boston.

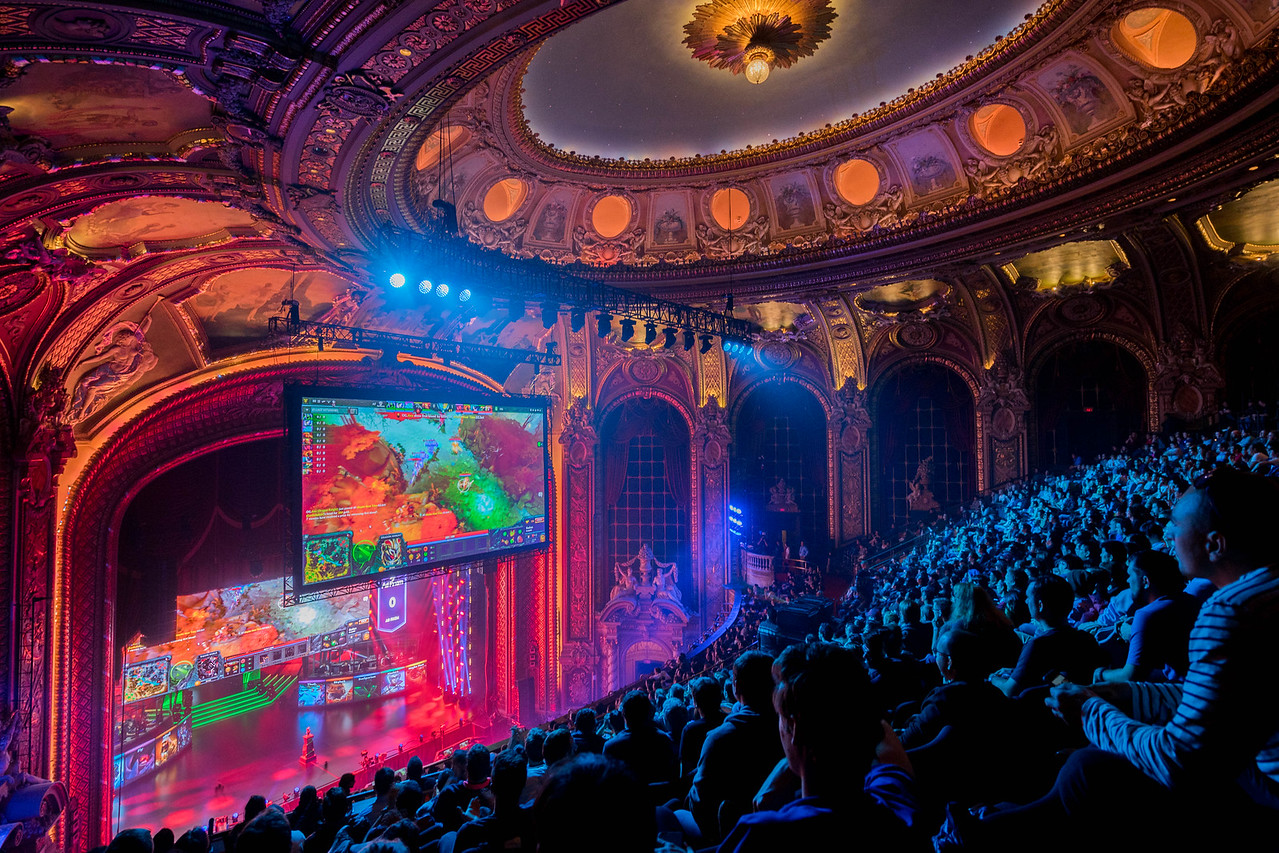
Finalspelen mellan OG och Ad Finem

## Lag
| Inbjudna - Wings Gaming - Evil Geniuses - Newbee - Digital Chaos - OG - EHOME - LGD Gaming - MVP Phoenix | Kvalvinnare - Team NP - compLexity Gaming - LGD.Forever Young - iG Vitality - Ad Finem - Virtus.pro - Team Faceless - WarriorsGaming.Unity |

## Resultat
| Plats | Lag                             | Prispengar |
| 1     | OG                              | $1,000,000 |
| 2     | Ad Finem                        | $500,000   |
| 3     | Evil Geniuses                   | $125,000   |
| 4     | Digital Chaos                   | $125,000   |
| 5-6   | Virtus.pro                      | $62,500    |
| 5-6   | WarriorsGaming.Unity            | $62,500    |
| 7-8   | Team NP                         | $62,500    |
| 7-8   | LGD.Forever Young               | $62,500    |
| 9-12  | iG Vitality & Wings Gaming      | $15,625    |
| 9-12  | compLexity Gaming & MVP Phoenix | $15,625    |
| 13-16 | Newbee & EHOME                  | $15,625    |
| 13-16 | LGD Gaming & Team Faceless      | $15,625    |